# Rhododendron maoerense
Rhododendron maoerense là một loài thực vật có hoa trong họ Thạch nam. Loài này được W.P. Fang & G.Z. Li miêu tả khoa học đầu tiên năm 1984.